# Villa la Fleur
Villa la Fleur – prywatne muzeum sztuki w Konstancinie-Jeziornie gromadzące m.in. zbiory związane z École de Paris. 

## Opis
W muzeum znajdują się głównie zbiory z zakresu malarstwa, rzeźby oraz grafiki autorstwa polskich i żydowskich twórców, którzy działali na terenie Francji w pierwszej połowie XX wieku. Twórcą i właścicielem muzeum jest Marek Roefler. 
Muzeum znajduje się w dwóch budynkach, które w XXI wieku przeszły gruntowny remont i zostały zaadaptowane na cele muzealne. W jego zbiorach znajdują się prace takich artystów jak m.in. Moïse Kisling, Tamara Łempicka, Bolesław Biegas czy August Zamoyski. Na wystawie stałej znajdują się również prace rzeźbiarzy z kręgu szkoły zakopiańskiej oraz meble w stylu art déco.